# Pyhäjärvi (sjö i Finland, Södra Savolax, lat 62,28, long 26,78)
Pyhäjärvi är en sjö i Finland. Den ligger i kommunen Pieksämäki i landskapet Södra Savolax, i den södra delen av landet, 250 km norr om huvudstaden Helsingfors. Pyhäjärvi ligger 137,2 meter över havet. Den är 16,95 meter djup. Arean är 11,35 kvadratkilometer och strandlinjen är 45,11 kilometer lång. Sjön  ingår i Kymmene älvs huvudavrinningsområde.   I omgivningarna runt Pyhäjärvi växer i huvudsak blandskog.